# Wilhelm Bergs
Wilhelm Bergs (* 23. Januar 1912 in Duisburg; † 17. Dezember 1991 in Salzgitter) war ein deutscher Politiker (CDU).
Bergs war Mitglied des Ernannten Braunschweigischen Landtages vom 21. Februar 1946 bis 21. November 1946.
1966 war er Betriebsleiter a. D. und wohnte in Salzgitter-Bad. 